# Нітрильний аніон
Нітрильні аніони - це жаргон, що означає органічний продукт,який був отриманий через депротонування алкілнітрилів . Протон або протони α-нітрильної групи є достатньо кислими, щоб депротонувати їх сильними основами, зазвичай похідними літію. Продукти не є аніонами, натомість вони являють ковалентні літійорганічні комплекси. Отримані літієорганічні сполуки є доволі реактивними по відношенню до різних електрофілів.
Нітрильні аніони є функціонально подібними до енолятів. Додатковий кратний зв’язок, який присутній у нітрильних аніонах забезпечує їм кетеноподібну геометрію. 
Крім того, депротоновані ціаногідрини можуть діяти як ацил-аніони, через що доступ до продуктів неможливо отримати лише за допомогою енолятів.

## Утворення нітрил-аніонів
рKas нітрилів охоплює широкий діапазон — принаймні 20 pKa одиниць. Нестабілізовані нітрили потребують або амідних основ лужних металів (таких як NaNH2), або алкілів металів (таких як бутиллітій ) для ефективного депротонування. В останньому випадку відбувається конкурентне приєднання алкільної групи до нітрилу,як продемонстровано на зобреженні нижче.
Арилацетонітрили (наприклад, фенілацетонітрил ) є достатньо кислими, тому не можуть вступити в депротонування за допомогою водної основи, наприклад, під час міжфазного каталізу. Нітрильні аніони  можуть брати участь у приєднаннях типу реакції Міхаеля до вже активованих подвійних зв’язків і реакціях вінілування з обмеженою кількістю поляризованих безперешкодних похідних ацетилену.
Нітрильні аніони також виникають шляхом спряженого приєднання до α,β-ненасичених нітрилів,  відновлення  і трансметалізації. 

## Алкілування нітрил-аніонів
Нітрильні аніони алкілуються алкілгалогенідами . 
Основною проблемою реакцій алкілування з використанням нітрильних аніонів є надлишкове алкілування. При алкілуванні ацетонітрилу, до прикладу, вихід моноалкілованого продукту в більшості випадків занизький. Два винятки становлять алкілування епоксидами (найближчий негативний заряд розкритого епоксиду перешкоджає подальшому алкілюванню) та алкілування ціанометилміддю (I). Побічні реакції також можуть створвати проблему; концентраціа нітрильного аніона повинна бути достатньо високою, щоб запобігти процесам самоконденсації, такі як реакція Торпа-Ціглера . Інші важливі побічні реакції включають усунення продукту алкілціаніду або вихідного матеріалу алкілгалогеніду та утворення амідину .[джерело?]

Циклізація ω-епокси-1-нітрилів є цікавою ілюстрацією того, як стереоелектронні фактори можуть переважати над стерічними в реакціях внутрішньомолекулярного заміщення. При циклізації 1 спостерігається лише циклопропановий ізомер 2 . Це пояснюється кращим перекриванням орбіт у перехідному стані SN2 для циклізації. 1,1-дизаміщені та чотиризаміщені епоксиди також дотримуються цього принципу.
Супряжені нітрили, що містять γ-гідрогени, можуть бути депротоновані в γ-положенні з утворенням резонансно-стабілізованої аніонної системи. Ці проміжні продукти майже завжди реагують з α-селективністю в реакціях алкілування, винятком із правил є аніони орто -толілнітрилів.
Утворення ціаногідринів із карбонільних сполук робить попередній карбоніл вуглекислим. Після захисту гідроксильної групи ацильною або силільною групою ціангідрини можуть функціонувати в основному як замасковані ацильні аніони. Оскільки естерні захисні групи є стійкими до дії основ, з ціангідринами, захищеними естерними групами, слід використовувати м'які основи. α-(Діалкіламіно)нітрили також можуть бути використані в цьому контексті. 
Прикладами арилування та ацилювання можуть виступати реакції зображені нижче. Хоча міжмолекулярне арилування з використанням нітрил-аніонів призводить до малої кількості продукту, внутрішньомолекулярна процедура ефективно дає чотири-, п’яти- та шестичленні бензо-конденсовані кільця.

Ацилування можна здійснити за допомогою широкого спектру ацил-електрофілів, включаючи карбонати, хлорформіати, складні ефіри, анідриди та хлорангідриди .  У цих реакціях два еквіваленти основи були використані для стимуляції ходу реакції на користь ацильованого продукту . Отриманий унаслідок реакції, ацильований продукт є більш кислим, ніж вихідний матеріал.

### Поліалкілування
Поліалкілування є значною складністю для первинних або вторинних нітрилів, однак існує ряд шляхів вирішення цієї проблеми. Алкілування ціаноацетатів з послідуючим декарбоксилюванням є одним з таких рішень. 
Поліаніони нітрилів також можуть утворюватися шляхом багаторазового депротонування. Ці види поліаніонів мають здатність утворювати поліалкільовані продукти в присутності алкільних електрофілів. 

## Синтетичні застосування
Алкілування нітрильного аніона з послідуючим відновним деціануванням було використано в синтезі ( Z )-9-додецен-1-ілацетату, статевого феромону Paralobesia viteana . 